# قرار مجلس الأمن التابع للأمم المتحدة رقم 930
قرار مجلس الأمن التابع للأمم المتحدة رقم 930، المتخذ بالإجماع في 27 حزيران / يونيو 1994، بعد التذكير بالقرارين 772 (1992) و894 (1994)، أشار المجلس بارتياح أنه قد تم إنشاء حكومة ديمقراطية وغير عنصرية في جنوب أفريقيا، وأنهى بعثة مراقبي الأمم المتحدة في جنوب أفريقيا.
وأثني على جهود الممثل الخاص للأمين العام بطرس بطرس غالي وبعثة مراقبي الأمم المتحدة في جنوب أفريقيا، إلى جانب منظمة الوحدة الأفريقية ودول الكومنولث والاتحاد الأوروبي . وأخيراً، قرر المجلس حذف البند المعنون «مسألة جنوب أفريقيا» من المسائل المعروضة عليه. تم رفع العقوبات الدولية عن البلاد في القرار رقم 919.

## روابط خارجية
- نص القرار في undocs.org